# Daniel Silva
Daniel Silva (Detroit, 1960) è uno scrittore statunitense di romanzi di spionaggio.
Il suo romanzo The Defector si è collocato al primo posto nella lista dei bestseller del New York Times.
Nel 2007 riceve il Premio Barry per il miglior thriller con The Messenger.

## Biografia
Silva è nato nel Michigan e quando aveva sette anni si trasferì con la famiglia in California. Si è laureato alla Fresno State University e iniziò anche un corso di specializzazione in relazioni internazionali alla San Francisco State University, lasciandolo però incompleto quando gli offrirono un posto di giornalista alla UPI. Di famiglia cattolica si è convertito all'ebraismo in età adulta.
Silva ha iniziato la sua carriera di scrittore come giornalista in un impiego temporaneo presso la United Press International nel 1984. La sua posizione fu poi resa permanente e venne trasferito alla sede generale di Washington, D.C. Dopo due anni venne nominato corrispondente dal Medioriente a trasferito al Cairo, in Egitto. Silva ritornò successivamente a Washington, assegnato alla CNN. Ha lavorato come produttore di diversi programmi televisivi di tale rete, tra cui Crossfire e Capital Gang.
Nel 1994 iniziò a scrivere il suo primo romanzo, The Unlikely Spy (1996), che entrò nella lista dei bestseller del New York Times il 26 gennaio 1997, rimanendoci per cinque settimane e arrivando alla 13ª posizione. Nel 1997 ha lasciato la CNN per dedicarsi completamente a scrivere letteratura di spionaggio.
Da allora Silva ha scritto altri 19 romanzi di spionaggio, tutti bestseller nella lista del New York Times. Il personaggio principale che appare in quasi tutte le sue storie è Gabriel Allon, un restauratore d'arte israeliano, agente segreto e assassino, figura chiave in 21 dei 24 titoli di Silva. Questa serie è stata bestseller del New York Times sin dal suo inizio nel 2001. Sette titoli della serie sono arrivati in prima posizione di tale lista. Alcuni dei romanzi sono ambientati in un contesto di terrorismo islamico, altri in Russia contro criminalità organizzata, altri ancora si riferiscono ad eventi storici della Seconda Guerra Mondiale e dell'Olocausto. Silva non iniziò la serie di Allon con una conoscenza specifica del mondo dell'arte e del restauro, ma fu in grado di beneficiare della collaborazione di un vicino di casa, esperto del campo, trasformando così una spia assassina in un artista.
Nel 2007, la Universal Pictures ha fatto un'offerta per acquistare i diritti della serie di Gabriel Allon da Silva, e nel 2011 è stato annunciato che Jeff Zucker sarebbe stato il produttore cinematografico, ma l'accordo non è mai stato firmato. Silva ha avuto modo di dire che, a meno che non si trovi il giusto team creativo, è meglio che Gabriel Allon rimanga solo sulle pagine dei suoi libri.
Silva vive a Washington, D.C. con la moglie, la giornalista della NBC Jamie Gangel, ed i figli gemelli Nicholas e Lily. Silva e Gangel si incontrarono quando erano entrambi corrispondenti in Medioriente e spesso viaggiano insieme ai figli quando Silva ricerca e prepara l'ambientazione dei suoi libri.

## Riconoscimenti
- 2007 Premio Barry per miglior thriller con il romanzo The messenger (Terrore in Vaticano) , 2013 Premio Barry per il miglior thriller con il romanzo The Fallen Angel (L'angelo caduto).[10]
- In gennaio 2009, Silva è stato nominato membro del Consiglio dello United States Holocaust Memorial Museum.[11]

## Opere

### SerieMichael Osbourne
1. October (The Mark of the Assassin, 1998) (Mondadori, 1999)
2. Il bersaglio (The Marching Season, 1999) (Mondadori, 2000)

### SerieGabriel Allon
1. Il restauratore (The Kill Artist, 2000) (Mondadori, 2001)
2. L'inglese (The English Assassin, 2002) (Mondadori, 2002)
3. The Confessor, 2003 - Inedito in Italia
4. A Death in Vienna, 2004 - Inedito in Italia
5. Prince of Fire, 2005 - Inedito in Italia
6. The messenger. Terrore al Vaticano (The Messenger, 2006) (Vertigo, 2008)
7. The Secret Servant, 2007 - Inedito in Italia
8. Le regole di Mosca (Moscow Rules, 2008) (Giano, 2010 - Beat, 2011)
9. Il disertore (The Defector, 2009) (Giano, 2011)
10. Il caso Rembrandt (The Rembrandt Affair, 2010) (Giano, 2012 - Beat, 2015)
11. Ritratto di una spia (Portrait of a Spy, 2011) (Giano, 2013)
12. L'angelo caduto (The Fallen Angel, 2012) (Giano 2014)
13. La ragazza inglese (The English Girl, 2013) (Giano, 2014)
14. Il caso Caravaggio (The Heist, 2014) (Neri Pozza, 2015)
15. La spia inglese (The English Spy, 2015) (Harper Collins Italia, 2016)
16. La vedova nera (The Black Widow, 2016) (Harper Collins Italia, 2017)
17. La casa delle spie (House of Spies, 2017) (Harper Collins Italia, 2018)
18. L'altra donna (The Other Woman, 2018) (Harper Collins Italia, 2019)
19. La ragazza nuova (The New Girl, 2019) (Harper Collins Italia, 2020)
20. L'ordine (The Order, 2020) (Harper Collins Italia, 2021)
21. La violoncellista (The Cellist, 2021) (Harper Collins Italia, 2022)
22. Ritratto di donna sconosciuta (Portrait of an Unknown Woman, 2022) (Harper Collins Italia, 2023)
23. Il collezionista (The collector, 2023) (Harper Collins Italia, 2024), ISBN 9791259853295
24. Morte in Cornovaglia (A death in Cornwall, 2024) (Harper & Collins Italia) ISBN 9791259854483

### Altri romanzi
- La spia improbabile (The Unlikely Spy, 1996) (Mondadori, 1997